# Giuseppe Massa
Giuseppe Massa (Nápoles, Italia; 26 de abril de 1948-ibídem, 17 de octubre de 2017) fue un futbolista italiano, que jugaba en el puesto de centrocampista.

## Trayectoria
Se formó en el segundo equipo de Nápoles, el Internapoli, con el que disputó un campeonato de la Serie D. En la temporada 1966/67 fichó por el Lazio. Después de un año en las categorías inferiores del club romano, debutó con el primer equipo en la Serie B el 3 de marzo de 1968 ante el Catania (0-0). Conquistado un puesto de titular, en la temporada totalizó 3 goles, con un doblete contra Reggina (2-2). Su temporada más prolífica fue la 1971/72, cuando el Lazio logró el ascenso a la Serie A: Massa marcó 12 goles y contribuyó a los 26 tantos de su compañero Giorgio Chinaglia, que ese año se consagró capocannoniere de la Serie B. Desde 1972 hasta 1974 militó en el Inter de Milán.
En la temporada 1974/75 volvió a su ciudad natal para jugar con el Napoli. Con los partenopeos ganó la Copa Italia 1975-76 y llegó a las semifinales de la Recopa de Europa 1976-77. Después de cuatro años a la sombra del Vesubio, fue transferido a otro club de Campania, el Avellino. Concluyó su carrera en el desaparecido club napolitano Campania Ponticelli.

## Clubes
| Club                    | País   | Año       |
| ----------------------- | ------ | --------- |
| Internapoli FC          | Italia | 1965-1966 |
| SS Lazio                | Italia | 1966-1972 |
| FC Inter de Milán       | Italia | 1972-1974 |
| SSC Napoli              | Italia | 1974-1978 |
| US Avellino             | Italia | 1978-1981 |
| SSC Campania Ponticelli | Italia | 1981-1983 |

## Palmarés

### Campeonatos nacionales
| Título         | Club       | País   | Año       |
| -------------- | ---------- | ------ | --------- |
| Serie B        | SS Lazio   | Italia | 1968-1969 |
| Copa de Italia | SSC Napoli | Italia | 1975-1976 |

### Copas internacionales
| Título            | Club     | País   | Año  |
| ----------------- | -------- | ------ | ---- |
| Copa de los Alpes | SS Lazio | Italia | 1971 |